# Segundo Centro
Segundo Centro är en ort i Mexiko.   Den ligger i kommunen Nicolás Flores och delstaten Hidalgo, i den sydöstra delen av landet, 150 km norr om huvudstaden Mexico City. Segundo Centro ligger 1 538 meter över havet och antalet invånare är 112.
Terrängen runt Segundo Centro är bergig åt nordväst, men åt sydost är den kuperad. Runt Segundo Centro är det ganska glesbefolkat, med 40 invånare per kvadratkilometer. Närmaste större samhälle är Nicolás Flores, 0,35 km nordost om Segundo Centro. I omgivningarna runt Segundo Centro växer huvudsakligen savannskog.